# Köpferl
Köpferl ist ein Gemeindeteil von Miesbach auf der Gemarkung Wies im oberbayerischen Landkreis Miesbach.

## Ortsbeschreibung
Die Einöde Köpferl liegt nordwestlich von Miesbach.

Denkmalgeschützter Kapellen-Bildstock

Der Kapellenbildstock, Köpferl 85, ist mit der Baubeschreibung „gegliederter Putzbau, um 1900 auf älterer Grundlage erbaut; mit Ausstattung“ in die Liste der Baudenkmäler in Miesbach eingetragen.

## Bevölkerungsentwicklung
Um 1871 lebten in Köpferl acht Einwohner. Im Mai 1987 gab es dort sechs Einwohner in einem Wohngebäude.
| Jahr      | 1871 | 1970 | 1987 |
| Einwohner | 8    | 6    | 6    |